# Lebbeus groenlandicus
Lebbeus groenlandicus är en kräftdjursart som först beskrevs av J. C. Fabricius 1775.  Lebbeus groenlandicus ingår i släktet Lebbeus och familjen Hippolytidae. Inga underarter finns listade i Catalogue of Life.

## Bildgalleri

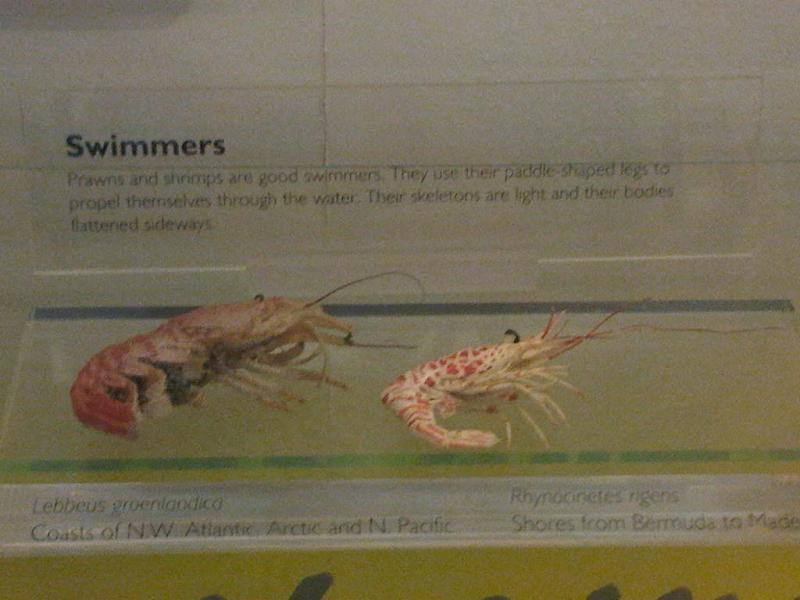